# Alois Vogl
Alois Vogl (ur. 15 września 1972 w Neukirchen beim Heiligen Blut) – niemiecki narciarz alpejski.

## Kariera
Po raz pierwszy na arenie międzynarodowej pojawił się w 1991 roku, startując na mistrzostwach świata juniorów w Geilo, zajmując 40. miejsce w gigancie i 13. miejsce w slalomie. Były to jego jedyne starty na imprezach tego cyklu.
W zawodach Pucharu Świata zadebiutował 16 stycznia 1994 roku w Kitzbühel, zajmując dziesiąte miejsce w slalomie. Tym samym już w swoim debiucie wywalczył pierwsze punkty. Po raz pierwszy na podium zawodów tego cyklu stanął 22 grudnia 2004 roku we Flachau, gdzie w tej samej konkurencji rywalizację ukończył na trzeciej pozycji. W zawodach tych wyprzedzili go tylko Włoch Giorgio Rocca i Austriak Rainer Schönfelder. Łącznie pięć razy stawał na podium zawodów PŚ, odnosząc przy tym jedno zwycięstwo: 16 stycznia 2005 roku w Wengen triumfował w slalomie. Najlepsze wyniki osiągał w sezonie 2004/2005, kiedy zajął 27. miejsce w klasyfikacji generalnej i piąte w klasyfikacji slalomu.
W 1998 roku został zgłoszony do startu w slalomie podczas igrzysk olimpijskich w Nagano, jednak ostatecznie nie wystartował. Na rozgrywanych osiem lat później igrzyskach w Turynie nie ukończył pierwszego przejazdu slalomu i ostatecznie nie był klasyfikowany. Był też między innymi czternasty w tej konkurencji na mistrzostwach świata w Sestriere w 1997 roku.
W 2008 roku zakończył karierę.

## Osiągnięcia

### Igrzyska olimpijskie
| Miejsce | Dzień     | Rok  | Miejscowość | Konkurencja | Czas biegu  | Strata | Zwycięzca          |
| ------- | --------- | ---- | ----------- | ----------- | ----------- | ------ | ------------------ |
| DNS1    | 21 lutego | 1998 | Nagano      | Slalom      | 1:49,31 min | –      | Hans Petter Buraas |
| DNF1    | 25 lutego | 2006 | Turyn       | Slalom      | 1:43,14 min | –      | Benjamin Raich     |

### Mistrzostwa świata
| Miejsce | Dzień     | Rok  | Miejscowość       | Konkurencja | Czas biegu  | Strata  | Zwycięzca            |
| ------- | --------- | ---- | ----------------- | ----------- | ----------- | ------- | -------------------- |
| DNF1    | 23 lutego | 1996 | Sierra Nevada     | Gigant      | 1:58,63 min | –       | Alberto Tomba        |
| DNF2    | 25 lutego | 1996 | Sierra Nevada     | Slalom      | 1:42,26 min | –       | Alberto Tomba        |
| DNF1    | 12 lutego | 1997 | Sestriere         | Gigant      | 2:48,23 min | –       | Michael von Grünigen |
| 14.     | 15 lutego | 1997 | Sestriere         | Slalom      | 1:51,70 min | +2,05 s | Tom Stiansen         |
| DNF2    | 12 lutego | 1999 | Vail/Beaver Creek | Gigant      | 2:19,31 min | –       | Lasse Kjus           |
| DNF1    | 14 lutego | 1999 | Vail/Beaver Creek | Slalom      | 1:42,12 min | –       | Kalle Palander       |
| DNF1    | 17 lutego | 2007 | Åre               | Slalom      | 1:57,33 min | –       | Mario Matt           |

### Mistrzostwa świata juniorów
| Miejsce | Dzień       | Rok  | Miejscowość | Konkurencja | Czas biegu  | Strata  | Zwycięzca         |
| ------- | ----------- | ---- | ----------- | ----------- | ----------- | ------- | ----------------- |
| 40.     | 12 kwietnia | 1991 | Geilo       | Gigant      | 2:04,64 min | +5,99 s | Massimo Zucchelli |
| 13.     | 14 kwietnia | 1991 | Geilo       | Slalom      | 1:33,29 min | +2,49 s | Casey Puckett     |

### Puchar Świata

#### Miejsca w klasyfikacji generalnej
- sezon 1993/1994: 107.
- sezon 1994/1995: 83.
- sezon 1995/1996: 42.
- sezon 1996/1997: 70.
- sezon 1997/1998: 50.
- sezon 1998/1999: 67.
- sezon 1999/2000: 127.
- sezon 2001/2002: 124.
- sezon 2002/2003: 128.
- sezon 2003/2004: 57.
- sezon 2004/2005: 27.
- sezon 2005/2006: 62.
- sezon 2006/2007: 84.

#### Miejsca na podium w zawodach
1. Flachau – 22 grudnia 2004 (slalom) – 3. miejsce
2. Wengen – 16 stycznia 2005 (slalom) – 1. miejsce
3. Lenzerheide – 13 marca 2005 (slalom) – 2. miejsce
4. Wengen – 15 stycznia 2006 (slalom) – 3. miejsce
5. Kitzbühel – 27 stycznia 2007 (slalom) – 3. miejsce